# Once on This Island
Once on This Island è un musical con libretto e versi di Lynn Ahrens e colonna sonora di Stephen Flaherty. Il musical è tratto dal romanzo  My Love, My Love; or, The Peasant Girl di Rosa Guy, da Romeo e Giulietta di Shakespeare e da La Sirenetta di Hans Christian Andersen. Racconta la storia di una ragazzina nelle Antille francesi che usa il potere dell'amore per unire persone di diverse classi sociali.
Il musical ha debuttato nell'Off Broadway nel 1990 e cinque mesi dopo anche al Booth Theatre di Broadway. Rimase in scena per 469 repliche e ricevette otto candidature ai Tony Awards, tra cui miglior musical e miglior attrice non protagonista per LaChanze. Nel 1994 il musical debuttò a Londra con Sharon D. Clarke e vinse il Laurence Olivier Award al miglior nuovo musical. Nel 2018 è stato riproposto un revival a Broadway con la regia di Michael Arden che valse allo spettacolo il Tony Award per il miglior revival di un musical.

## Trama
In una piovosa notte in un piccolo villaggio nell'arcipelago delle Antille, i tuoni e i rombi spaventano una bambina fino alle lacrime. Per consolarla, gli abitanti del villaggio decidono di raccontarla la storia di Ti Moune, una ragazza di umili origini che si innamora di un grand homme, Daniel Beauxhomme. In questa storia quattro dei (Asaka madre della Terra, Agwé dio del Mare, Ezulie dea dell'Amore e Papa Ge demone della Morte) governano un'isola nota come "Gioiello delle Antille" (probabilmente Haiti) dove sono venerati dai poveri contadini (We Dance). Questi contadini, "scuri come la notte", vivono su un lato dell'isola mentre i grand hommes, discendenti dalla pelle chiara dei piantatori francesi, e i loro servitori vivono sull'altro. Una notte Agwé scatena una terribile tempesta causando una disastrosa inondazione e la distruzione di numerosi villaggi. Tuttavia, gli dei salvano la vita di una piccola orfana chiamata Ti Moune depositandola su un albero lontana dalle onde. In seguito viene ritrovata e adottata dai contadini Mama Euralie e Tonton Julian (One Small Girl).
Anni più tardi, Ti Moune è cresciuta e prega gli dei di rendere noto il suo scopo, siccome non fa che ammirare la vita degli sconosciuti grand hommes che sfrecciano in lussuose macchine di fianco al suo villaggio (Waiting for Life). Ascoltando la sua preghiera gli dei inizialmente la deridono, ma Erzulie suggerisce di donarle l'Amore, siccome è più potente rispetto a tutti gli altri elementi; Papa Ge rimane offeso e propone di scoprire quale elemento sia più potente: Amore o Morte. Allora Agwé fa in modo che l'auto di Daniel Beauxhomme deragli durante una acquazzone, e che il ragazzo svenuto venga ritrovato da Ti Moune (And the Gods Heard Her Prayer/Rain). La ragazza rimane immediatamente colpita dall'aspetto dello straniero e, nonostante l'obiezione degli altri abitanti del villaggio e dei suoi genitori che temono ripercussioni se il facoltoso ragazzo morisse sotto la loro custodia, Ti Moune decide di portarlo a casa e accudirlo affinché guarisca. Suo padre decide infine di sostenere la scelta della figlia e recarsi da solo sull'altro lato dell'isola per cercare la famiglia del ragazzo. (Discovering Daniel/Pray). Ti Moune si innamora di questo sconosciuto mentre se ne prende cura, e immagina che il ragazzo privo di sensi ricambi il suo amore. Quando Papa Ge viene a reclamare la vita di Daniel, Ti Moune disperata offre la propria in cambio; Papa Ge, nonostante sia adirato per la dimostrazione d'affetto, accetta ugualmente facendo capire a Ti Moune che prima o poi tornerà per riscuotere il debito (Forever Yours).
Tonton Julian ha scoperto che il ragazzo è un Beauxhomme e torna al villaggio insieme ad alcuni servitori di questa famiglia che portano via il ragazzo; l'uomo ha scoperto anche la tragica storia dei Beauxhomme nel frattempo: quattro generazioni fa, durante l'era napoleonica, un aristocratico francese chiamato Armand colonizzò l'isola. Sebbene fosse sposato, ebbe diverse relazioni con le native, e con una nacque un figlio chiamato Beauxhomme. Quando questi crebbe, una rivoluzione scoppiò sull'isola contro i colonizzatori che fu vinta dai nativi grazie all'aiuto di Beauxhomme. Egli bandì Armand dall'isola ma quest'ultimo maledisse il figlio illegittimo affermando che "il suo sangue scuro lo costringerà a rimanere per sempre sull'isola, mentre il suo cuore desidererà trovarsi in Francia". Questa maledizione dura tuttora inducendo i membri della famiglia Beauxhomme a detestare i nativi bramando invece il loro paese d'origine (The Sad Tale of the Beauxhommes). Ti Moune è disperata per la separazione con Daniel e implora i genitori a darle la benedizione per lasciarla andare e inseguire il suo amato, che ha intenzione di sposare. I genitori sono inorriditi e riluttanti ma la ragazza non vuole sentire ragioni, quindi decidono infine di darle il permessa e l'addio (Ti Moune). La dea Asaka informa la ragazza che non dovrà preoccuparsi di nulla, perché ci penserà lei e la terra a sostenerla durante il viaggio (Mama Will Provide).
Ti Moune attraversa l'isola, e qui la storia raccontata alla bambina si fa più confusa siccome i vari abitanti del villaggio propongono diverse versioni delle difficoltà di questo viaggio, ma concordano tutti che infine Ti Moune riesca a raggiungere l'Hotel Beauxhomme, lussuosa struttura in cui alloggia suddetta famiglia (Some Say). La ragazza irrompe segretamente nella stanza di Daniel, ancora impossibilitato a letto ma ormai cosciente, spaventandolo, anche perché il ragazzo non ricorda nulla inizialmente, ma decide di crederle quando lei cita nei suoi racconti in cui si prendeva cura di lui una particolare cicatrice sul suo petto. Ti Moune viene allora accolta all'interno dell'hotel e la frequentazione dei due ragazzi sfocia in amore sotto l'influsso di Erzulie (Human Heart). Daniel ignora le voci che cominciano a spargersi nella cittadina, circa una inusuale relazione tra un ricco Beauxhomme e una povera contadini (Gossip), anzi è deliziato dal modo di fare di Ti Moune decisamente diverso da quello delle benestanti ragazze che conosce, sottolineando che "alcune ragazze le sposi, alcune le ami"; Ti Moune si perde all'interno di questo sfarzo, e racconta a Daniel i piani per il loro futuro insieme, come sfrecciare su una di quella automobili che ha sempre ammirato, vivere in una casa vicino al mare con i loro figli e il loro incantevole giardino (Some Girls).
In un elegante ballo organizzato all'hotel, Andrea Devereaux, la figlia di una famiglia amica dei Beauxhomme, fa conoscenza con Ti Moune e si sente immediatamente minacciata e ingelosita dalla presenza della ragazza. Sperando di far trasparire i suoi modi non raffinati, le propone di mostrare le sue capacità di danza a tutti gli invitati (The Ball). Ti Moune, intimidita e in soggezione, inizialmente inciampa goffamente venendo derisa dal pubblico, ma infine decide di togliersi le scarpe e scatenarsi in un ballo spettacolare e dai richiami tribali, riuscendo a coinvolgere sia i servitori e i grand hommes a danzare con lei entusiasti (Ti Moune's Dance). Andrea, furiosa, rivela a Ti Moune che lei, fin da quando erano piccoli, è stata promessa in sposa a Daniel e che il loro matrimonio avverrà tra breve. Ti Moune è incredula, comincia a implorare Daniel che tuttavia le ricorda le proprie responsabilità e l'impossibilità di sposare una ragazza di così umili origini, e propone a Ti Moune di rimanere solo amanti. Ti Moune ha il cuore spezzato, e mentre piange per questa rivelazione, riappare Papa Ge per reclamare la sua vita; spaventata, Ti Moune lo implora di avere pietà, e Papa Ge le rivela che può annullare il patto se ucciderà Daniel, dimostrando quindi che la Morte è più forte dell'Amore (Forever Yours (Reprise)). Ti Moune entra nella stanza di Daniel di nascosto con un coltello, e a pochi istanti dal pugnalare il ragazzo lascia cadere l'arma rendendosi conto che ama troppo il ragazzo per ucciderlo; tuttavia viene scoperta da Daniel che, inorridito, la caccia per sempre dall'hotel.
Sbattuta fuori, Ti Moune impazzisce e comincia a implorare le guardie di lasciarla rientrare, venendo ignorata da chiunque; aspetta al cancello senza mangiare e senza dormire per due settimane. Viene infine costretta ad assistere attraverso le sbarre al matrimonio tra Daniel e Andrea che, da tradizione, in seguito alla cerimonia si avvicinano ai cancelli per lanciare monete ai paesani; in quell'occasione Ti Moune riesce ad attirare l'attenzione di Daniel che si avvicina alla ragazza speranzosa. Le bacia lievemente la mano ma poi si avvia verso la sua sposa; quando Ti Moune apre il palmo scopre che in realtà il ragazzo voleva solo lasciarle una moneta. Gli dei, commossi fino alle lacrime dalla devozione della ragazza e ormai coscienti dl potere dell'Amore sopra qualunque altro elemento, decidono di riservale gentilezza nei suoi ultimi istanti: Erzulie la prende per mano e la accompagna verso il mare, Agwé culla dolcemente la ragazza con le sue onde, Papa Ge la raggiunge e la bacia gentilmente sulla fronte, e infine Asaka la accoglie come parte della natura (A Part of Us).
Come ultimo dono Asaka trasforma la ragazza in un albero, facendo crescere in mezzo al cancello dell'hotel che viene frantumato, divenendo un simbolo di vita e amore e permettendo finalmente l'unione tra i semplici nativi e i grand hommes, la cui dimostrazione si vede quando il figlio di Daniel gioca sui rami dell'albero insieme ad una bambina nativa. Con il passare degli anni la storia di Ti Moune viene tramandata da generazione in generazione come prova del potere unificante dell'Amore tanto che, infine, la bambina che era inizialmente spaventato dalla tempesta, comincia a raccontare lei stessa nuovamente la storia (Why We Tell The Story).